# Auzata superba
Auzata superba är en fjärilsart som beskrevs av Butler 1878. Auzata superba ingår i släktet Auzata och familjen sikelvingar. Inga underarter finns listade i Catalogue of Life.

## Bildgalleri

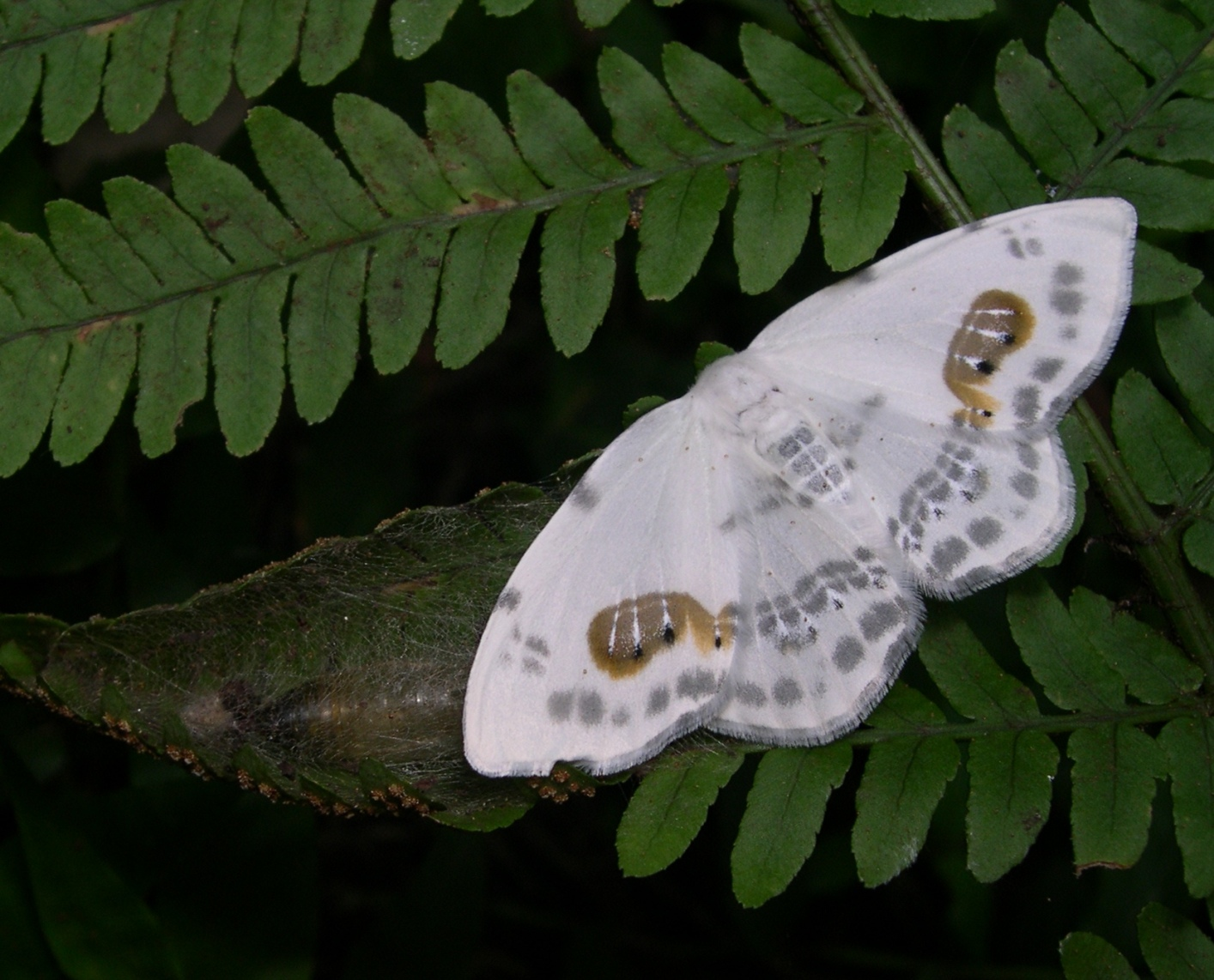